# Cortyta ruficolora
Cortyta ruficolora är en fjärilsart som beskrevs av George Francis Hampson 1912. Cortyta ruficolora ingår i släktet Cortyta och familjen nattflyn. Inga underarter finns listade i Catalogue of Life.